# Perleididae
Perleididae es una familia extinta de peces óseos prehistóricos del orden Perleidiformes.

## Géneros
- †Aetheodontus Brough 1939
- †Chaohuperleidus Sun et al. 2013
- †Cleithrolepis Egerton 1864
- †Ctenognathichthys Bürgin 1992
- †Diandongperleidus Geng et al. 2012
- †Dipteronotus Egerton 1854
- †Endennia Lombardo and Brambillasca 2005
- †Luopingperleidus Geng et al. 2012
- †Meidiichthys Brough 1931
- †Mendocinia Bordas 1944
- †Meridensia Andersson 1916
- †Paraperleidus Zhao y Lu 2007
- †Peltoperleidus BÃ¼rgin et al. 1991
- †Perleidus de Alessandri 1910